# Сьєрра-В'ю (Пенсільванія)
Сьєрра-В'ю (англ. Sierra View) — переписна місцевість (CDP) в США, в окрузі Монро штату Пенсільванія. Населення — 4907 осіб (2020).

## Географія
Сьєрра-В'ю розташована за координатами 40°59′23″ пн. ш. 75°25′35″ зх. д. / 40.98972° пн. ш. 75.42639° зх. д. (40.989769, -75.426301).  За даними Бюро перепису населення США в 2010 році переписна місцевість мала площу 13,11 км², уся площа — суходіл.

## Демографія
Згідно з переписом 2010 року, у переписній місцевості мешкало 4813 осіб у 1553 домогосподарствах у складі 1267 родин. Густота населення становила 367 осіб/км².  Було 1806 помешкань (138/км²).
Расовий склад населення:
| - 73,5 % — білих - 17,2 % — чорних або афроамериканців - 1,4 % — азіатів - 0,3 % — корінних американців - 4,8 % — осіб інших рас |

До двох чи більше рас належало 2,7 %. Частка іспаномовних становила 15,7 % від усіх жителів.
За віковим діапазоном населення розподілялося таким чином: 28,3 % — особи молодші 18 років, 62,9 % — особи у віці 18—64 років, 8,8 % — особи у віці 65 років та старші. Медіана віку мешканця становила 39,1 року. На 100 осіб жіночої статі у переписній місцевості припадало 102,1 чоловіків;  на 100 жінок у віці від 18 років та старших — 98,4 чоловіків також старших 18 років.
Середній дохід на одне домашнє господарство  становив 75 305 доларів США (медіана — 62 762), а середній дохід на одну сім'ю — 86 438 доларів (медіана — 78 938). За межею бідності перебувало 8,4 % осіб, у тому числі 7,9 % дітей у віці до 18 років та 6,4 % осіб у віці 65 років та старших.
Цивільне працевлаштоване населення становило 2566 осіб. Основні галузі зайнятості: науковці, спеціалісти, менеджери — 20,4 %, освіта, охорона здоров'я та соціальна допомога — 18,8 %, роздрібна торгівля — 16,4 %, транспорт — 14,4 %.